# Rebelión (película de 1967)
Rebelión (上意討ち 拝領妻始末 ''Jōi-uchi: Hairyō tsuma shimatsu'') es una película japonesa jidaigeki de 1967, dirigida por Masaki Kobayashi. La obra está basada en el cuento Hairyozuma shimatsu de Yasuhiko Takiguchi.
El historiador de cine Donald Richie sugiere una traducción aproximada para su título original en japonés, "Rebelión: Recibir a la esposa" ("Rebellion: Receive the Wife)".

## Trama
En el periodo Edo de Japón, en el año 1725, Isaburo Sasahara (Toshiro Mifune) es vasallo del daimyo del clan Aizu, Masakata Matsudaira. Isaburo es uno de los espadachines más hábiles del país, cuyo principal rival es su buen amigo Tatewaki Asano (Tatsuya Nakadai). Un día, uno de los consejeros del daimyo ordena al hijo mayor de Isaburo, Yogoro (Go Kato), que se case con la ex concubina del daimyo, Ichi (Yoko Tsukasa), a pesar de que ella es la madre de uno de los hijos del daimyo. Con mucha aprehensión, la familia acepta la decisión. Con el tiempo, Ichi y Yogoro se enamoran, son felices y tienen una hija, Tomi.
Sin embargo, el heredero principal del daimyo muere y éste ordena a su ex concubina que retorne a su hogar para cuidar a su hijo y heredero. La familia se niega, pero el hijo menor de Isaburo engaña a Ichi para que entre al castillo, de lo contrario, su esposo y su suegro recibirán la orden de cometer seppuku por su insolencia e insubordinación. Isaburo responde que solo obedecerá la orden si las cabezas del daimyo y sus dos asesores principales le son traídas primero. Hace marcharse a su hijo menor, a su esposa y a los sirvientes domésticos. Con su hijo mayor, se prepara para la batalla, apartando los tatami de su casa para evitar resbalones en la sangre que se derramará, y quitando las paredes para tener más espacio para el combate.
El mayordomo del daimyo, acompañado por un pelotón de 20 samuráis, lleva a Ichi a la casa de los Sasahara y trata de forzarla a punta de lanza para que renuncie a su matrimonio con Yogoro y retorne a la casa del daimyo. El daimyo también ofrece "misericordiosamente" conmutar las sentencias de Isaburo y Yogoro a cadena perpetua en un santuario fuera de su castillo. Ichi no solo se niega a retornar a la casa del daminyo, sino que se arroja en una lanza en lugar de abandonar a su esposo. Yogoro se le acerca y es asesinado con ella en sus brazos. Isaburo, enfurecido, mata a todos los subordinados del mayordomo y, por último, también a éste cuando intenta huir.
Enterrando a la pareja muerta, Isaburo decide, acompañado por Tomi, llevar su caso al shogun en Edo, más allá de las consecuencias para su clan. Tatewaki, que vigila el portal, no puede permitir que Isaburo pase, lo cual provoca el combate siguiente. Isaburo es el vencedor, pero asesinos escondidos lo matan con sus mosquetes. Cuando Isaburo muere, vemos a la nodriza de Tomi consolándola.

## Elenco
| - Toshiro Mifune como Isaburo Sasahara - Yoko Tsukasa como Ichi Sasahara - Go Kato como Yogoro Sasahara - Tatsuya Nakadai como Tatewaki Asano - Shigeru Koyama como Geki Takahashi - Masao Mishima como Sanzaemon Yanase | - Isao Yamagata como Shobei Tsuchiya - Tatsuyoshi Ehara como Bunzo Sasahara - Etsuko Ichihara como Kiku - Tatsuo Matsumura como Masakata Matsudaira - Takamaru Sasaki como Kenmotsu Sasahara - Jun Hamamura como Hyoemon Shiomi |

## Temas
Kobayashi le dijo a la crítica de cine Joan Mellen que todas sus películas eran estudios “del individuo contra la sociedad”, y le comentó a la historiadora japonesa Linda Hoaglund que “todas mis películas... se refieren al poder arraigado. Supongo que siempre he desafiado a la autoridad. Otro tema relacionado es lo que el director ha llamado el engaño de la historia. “Se ha producido un incidente de trascendencia, sin que quede registrado en la historia oficial, como si todo estuviera en calma y nunca hubiera pasado nada. Ese es el engaño de la historia”. Hay un encubrimiento completo al final de Rebelión. El último hombre que conocía toda la historia (Mifune) está muerto, y el shogun de Edo nunca sabrá lo que hizo su daimyo Aizu.

## Música
La música, compuesta por Tōru Takemitsu, fue interpretada casi exclusivamente con instrumentos tradicionales japoneses, incluidos shakuhachi, biwa y taiko.

## Estreno
Rebelión recibió un roadshow release en Japón el 27 de mayo de 1967, donde fue distribuido por Toho. La película recibió un gran estreno en los cines japoneses el 3 de junio de 1967 y fue estrenada por Toho International en diciembre de 1967, con subtítulos en inglés y una duración de 120 minutos. Ha sido lanzado a video casero bajo el título de Samurai Rebellion.

## Recepción
Michael Sragow resaltó las actuaciones: "Ambientada a principios del siglo XVIII, la epopeya majestuosa pero subversiva de Masaki Kobayashi de 1967 dramatiza la revolución personal de un guerrero con imágenes en blanco y negro que establecen y luego destruyen una geometría cortesana. Toshiro Mifune pasa la primera mitad de la película en un estado de emoción impactada, como un samurái cuya inquebrantable lealtad feudal lo ha atrapado en un matrimonio sin amor durante veinte años [...] Yoko Tsukasa, como la nuera de Mifune, evoca una mezcla extraordinaria de flexibilidad y aplomo, y la estrella favorita de Kobayashi, Tatsuya Nakadai, aporta sentimientos sorprendentemente plañideros y potentes al papel fundamental del mejor amigo de Mifune, en pocas escenas logra encarnar todas las contradicciones de su época."
Roger Ebert le otorgó a la película cuatro estrellas (de cuatro posibles) y comentó: "Es una película de gracia, belleza y feroz debate ético, la historia de una decisión a favor del romance y en contra del código samurái [...] Cuando pensamos en películas de samuráis, pensamos en el manejo de la espada, pero Rebelión consiste casi por completo en la vida doméstica y las maniobras diplomáticas hasta el baño de sangre final de la película. [...] También hay un cambio curioso en la apariencia de Mifune, la más famosa de todas las estrellas japonesas. En las primeras escenas, se ve tan manso, tan derrotado por su matrimonio, que apenas lo reconocemos. A medida que crece su resolución, mientras apoya a Yogoro e Ichi, su famoso rostro parece tomar forma y se ve severo y enojado, como el Mifune que conocemos. [...] Hay un punto de inflexión clave. Está caminando por los senderos de ladrillo en su jardín de piedra cerrado. Mientras le dice a Ichi que la apoyará, se sale del camino y sus sandalias dejan huellas en la arena cuidadosamente rastrillada. Ha roto con las reglas, se negó a permanecer entre líneas y colocó su propia voluntad por encima de la del señor. [...] La cinematografía en blanco y negro de la película es sombría y hermosa, colocando a los personajes dentro de cajas visuales de espacio y arquitectura que reflejan sus relaciones. [...] Rebelión puede verse como una declaración contra la conformidad que siguió siendo central en la vida japonesa mucho después de este período. Es la historia de tres personas que aprenden a convertirse en individuos."
Emiliano Fernández destacó la relevancia de la obra como crítica social: "De un modo similar a lo hecho en Harakiri, cuando utilizando la arquitectura de las gestas de artes marciales terminó trastocando el relato hacia el campo del drama social, aquí Kobayashi promete en apariencia un melodrama estándar pero luego ofrece un combo magnífico de thriller político, película testimonial y hasta epopeya de reafirmación individual/ colectiva en medio de una coyuntura por demás represiva y de ribetes semi esclavistas, de esas que ponen el énfasis en la falta de libertad e igualdad en las relaciones diarias entre los sujetos: de hecho, Rebelión va mucho más allá de sólo atenerse a las consecuencias del obrar sádico y antojadizo de los oligarcas, lo que sin duda podría representar aquella venganza y necesidad de justicia de Harakiri, ya que opta por ponderar el inconformismo, la obstinación y la misma urgencia intrínseca de mantenerse fiel a sus convicciones ante cualquier avanzada absolutista y demencial de la plutocracia en el poder, esa que permanentemente se siente con la potestad de disponer sobre la vida y la muerte de todos a su alrededor, para lo cual construye armazones ideológicos autolegitimantes que desparrama entre la plebe y sus propios súbditos."
Donald Richie señaló la correlación entre la arquitectura y el destino de los protagonistas: "La secuencia del título de apertura es una exhibición de detalles confinantes: los muros del castillo, construidos para repeler ataques; los aleros bajos, melancólicos y protectores; la torre del homenaje amenazante. Luego, una y otra vez, la imagen es invadida por la arquitectura: pilares, puertas, aleros. Cuando, al final de la película, los protagonistas se preparan para el enfrentamiento final despojando la casa de sus elementos arquitectónicos, están indicando que están llegando a lo básico tanto visual como temáticamente. Ya no hay tiempo ni espacio para las fachadas de tradición y formalidad en la vida cotidiana. El individuo debe estar solo, expuesto, listo para luchar y preparado para morir."

## Premios
Rebelión recibió premios en Japón, incluido el Kinema Junpo como Mejor Película, Mejor Director (Kobayashi), Mejor Guion (Shinobu Hashimoto (también por Japan's Longest Day de Kihachi Okamoto)). Mainichi Film Concours la premió como Mejor Película del año. Junto con China is Near, ganó el Premio FIPRESCI en el Festival de Cine de Venecia.

## Otras adaptaciones
Una nueva versión para televisión fue protagonizada por Masakazu Tamura como Isaburo Sasahara y Yukie Nakama como Ichi Sasahara, se emitió en TV Asahi en 2013. Guion de Shinobu Hashimoto .
| - Naoto Ogata como Yoichiro Sasahara - Masahiko Tsugawa como Kenmotsu Sasahara - Ren Osugi como Masakata Matsudaira | - Takashi Sasano como Shobei Tanimura - Meiko Kaji como Suga Sasahara - Ken Matsudaira como Tatewaki Asano |